# Jewelpet
Jewelpet (ジュエルペット Juerupetto?) es una serie de anime creada por Sanrio y Sega Toys. Está producida por Studio Comet, estrenada el 5 de abril de 2009 en TV Osaka y TV Tokyo, sustituyendo a Onegai My Melody Kirara★ en su horario inicial. Una segunda temporada, llamada Jewelpet Tinkle☆ (ジュエルペット てぃんくる☆?), fue lanzada en TV Tokyo el 3 de abril de 2010, también producida por Studio Comet. Dos mangas spin-offs han sido creados por Shogakukan.
Media Factory y Marvelous Entertainment se ocuparon del lanzamiento en DVD de la primera temporada en Japón. Sanrio y Sega tienen planes de expansión de la franquicia, pero se desconoce si esto incluye a Estados Unidos. La serie ha sido lanzada en Taiwán en YOYO TV y en España en Telecinco en abril de 2010.

## Argumento
En una dimensión mágica llamado Jewel Land, las brujas, dirigentes del mismo, convierten a los habitantes, los Jewelpet, en gemas para viajar a un lugar conocido como el bosque mágico. Pero las gemas se pierden, yendo a parar al mundo de los humanos, y el único Jewelpet no convertido, una liebre blanca llamada Ruby, es enviada a la Tierra a recuperarlos. Allí, en la ciudad ficticia de Takaragaseki, una chica llamada Rinko se halla presenciando la caída de estrellas fugaces en el cielo nocturno, cuando de improviso una de ellas cae junto a Rinko y se convierte en una joya mágica. Al día siguiente, ella y su amiga Minami son salvadas por un chico llamado Keigo Taito de un atraco en una joyería. Tras ello, les explica todo sobre los Jewelpet, así como que él mismo trabaja para las brujas de Jewel Land y es su misión encontrar al resto de Jewelpet; en ello, la joya mágica resulta ser Ruby, convirtiéndose en compañera de Rinko. A lo largo de la serie, Rinko y sus amigas Minami y Aoi, así como sus Jewelpets, deben encontrar el resto de joyas mágicas antes de que una Jewelpet malvada llamada Diana lo haga.

## Personajes principales
- Rinko - La protagonista con cabellera roja de la serie. Obtuvo a Ruby porque deseo mucho tener el coraje para dar el discurso de la clase. Es muy buena amiga, pensando siempre en los demás. Al principio no se llevaba bien con Akira pero al final se termina enamorando de él.

- Minami - El segundo personaje principal con cabellera azul verde y la mejor amiga de Rinko. Es fantatica del rosa, pero siempre actúa como "marimacho" para ocultar la realidad que es muy femenina. Obtuvo a su Jewelpet, Garnet, cuando lloro por primera vez al no poder confesar sus sentimientos a un chico. Siempre a protegido a Rinko.

- Aoi - (Aoi Arisugawa) Es una chica rica con cabellera rubia y muy educada. Carece de amigas por ser rica (puesto que en el episodio 3 sus conocidas rechazaron la invitación a su casa porque una de ellas le dijo que estaría tan nerviosa que no podría saborear el te). En la serie se revela en un capítulo que ella posee un carácter muy fuerte. De algún modo encontró a Sapphie.

- Akira - Es un chico rubio que siempre se está peleando con Rinko, pero en realidad está enamorado de ella. Suele hacerla rabiar para que sus sentimientos no sean descubiertos. En el capítulo final le confiesa a Rinko lo que siente pero son interrumpidos por Rubi y las demás.

- Ruby - La Jewelpet de Rinko. Es una conejita blanca y rosa muy juguetona y traviesa. Fue enviada a la Tierra desde JewelLand para traer de vuelta a los demás Jewelpet. Su magia es el coraje. No es muy buena usando la magia.
- Garnet - La Jewepet de Minami, y es una gatita rosa y fucsia. Se preocupa mucho por su belleza. Su magia es el amor.
- Sapphie - La Jewelpet de Aoi, y es una perrita amarilla limón y celeste. Su poder es el de la amistad. Es la más tranquila y amable de las Jewelpets.
- Nephrite - El Jewelpet de Akira, y es una chihuahua ámbar y blanco. Siempre está diciendo "geroppa".